# José Jéronimo Triana
José Jéronimo Triana, född den 22 maj 1826 i Bogotá, död den 31 oktober 1890 i Paris, var en colombiansk botaniker som katalogiserade 60 000 prover av 8 000 arter.
Auktorsnamnet Triana kan användas för José Jéronimo Triana i samband med ett vetenskapligt namn inom botaniken; se Wikipediaartiklar som länkar till auktorsnamnet.